# بيل هولدن (مدرس)
بيل هولدن (بالإنجليزية: Bill Holden)‏ هو مدرس أمريكي، ولد في 1948.